# Комунидад Куатро Каминос, Ел Росарио (Теренате)
Комунидад Куатро Каминос, Ел Росарио (шп. Comunidad Cuatro Caminos, El Rosario) насеље је у Мексику у савезној држави Тласкала у општини Теренате. Насеље се налази на надморској висини од 3147 м.

## Становништво
Према подацима из 2010. године у насељу је живело 10 становника.

### Хронологија
| Година       | 2000 | 2005       | 2010 |
| ------------ | ---- | ---------- | ---- |
| Становништво | 17   | 12 (8 / 4) | 10   |

### Попис
| # | Индикатор                     | Вредност |
| - | ----------------------------- | -------- |
| 1 | Укупно домаћинстава           | 3        |
| 2 | Укупно насељених домаћинстава | 1        |
| 3 | Величина локације             | 1        |